# Liste de fromages suédois
La Suède est un pays producteur de fromage.

## Liste

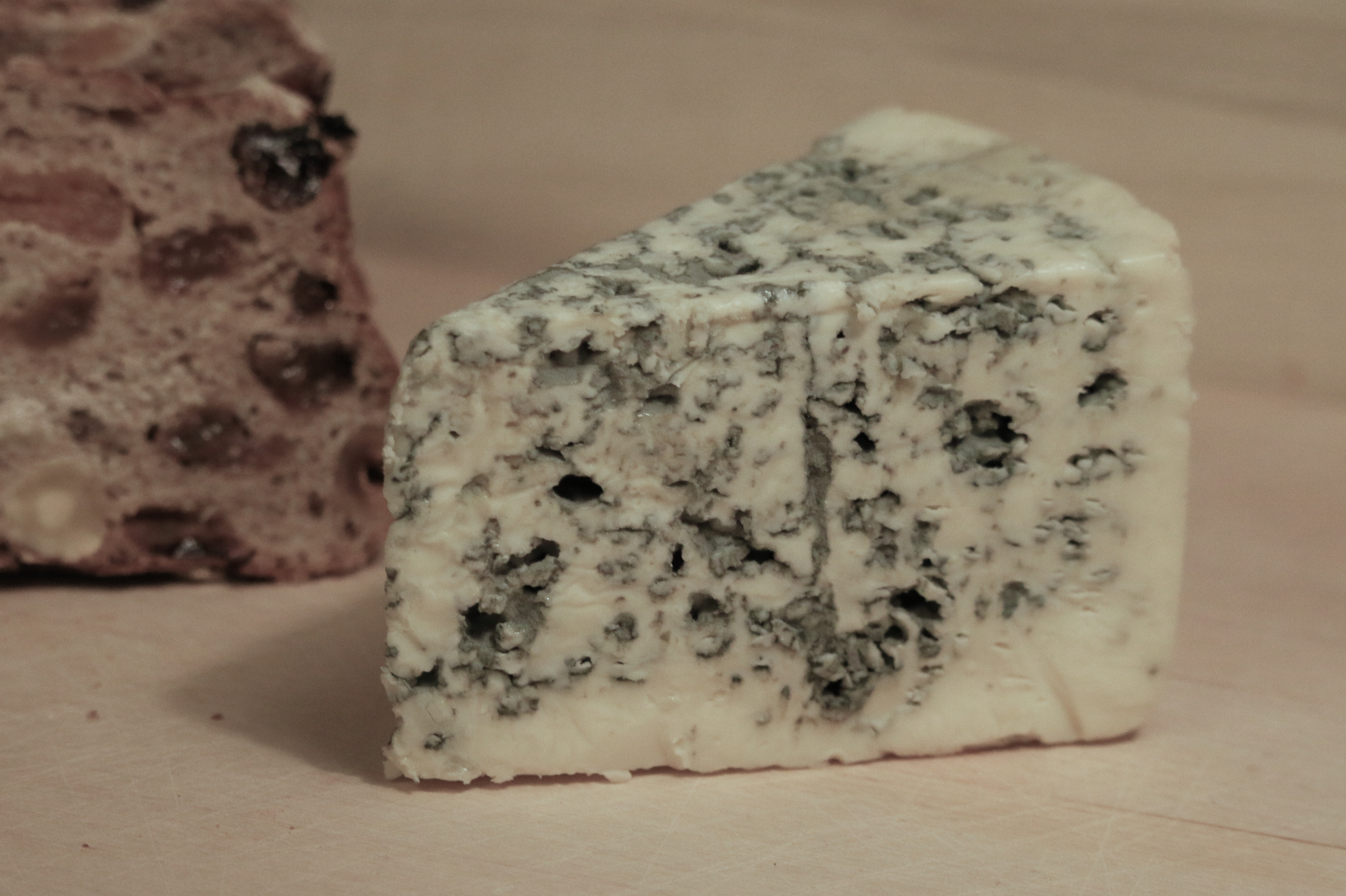
Ädelost

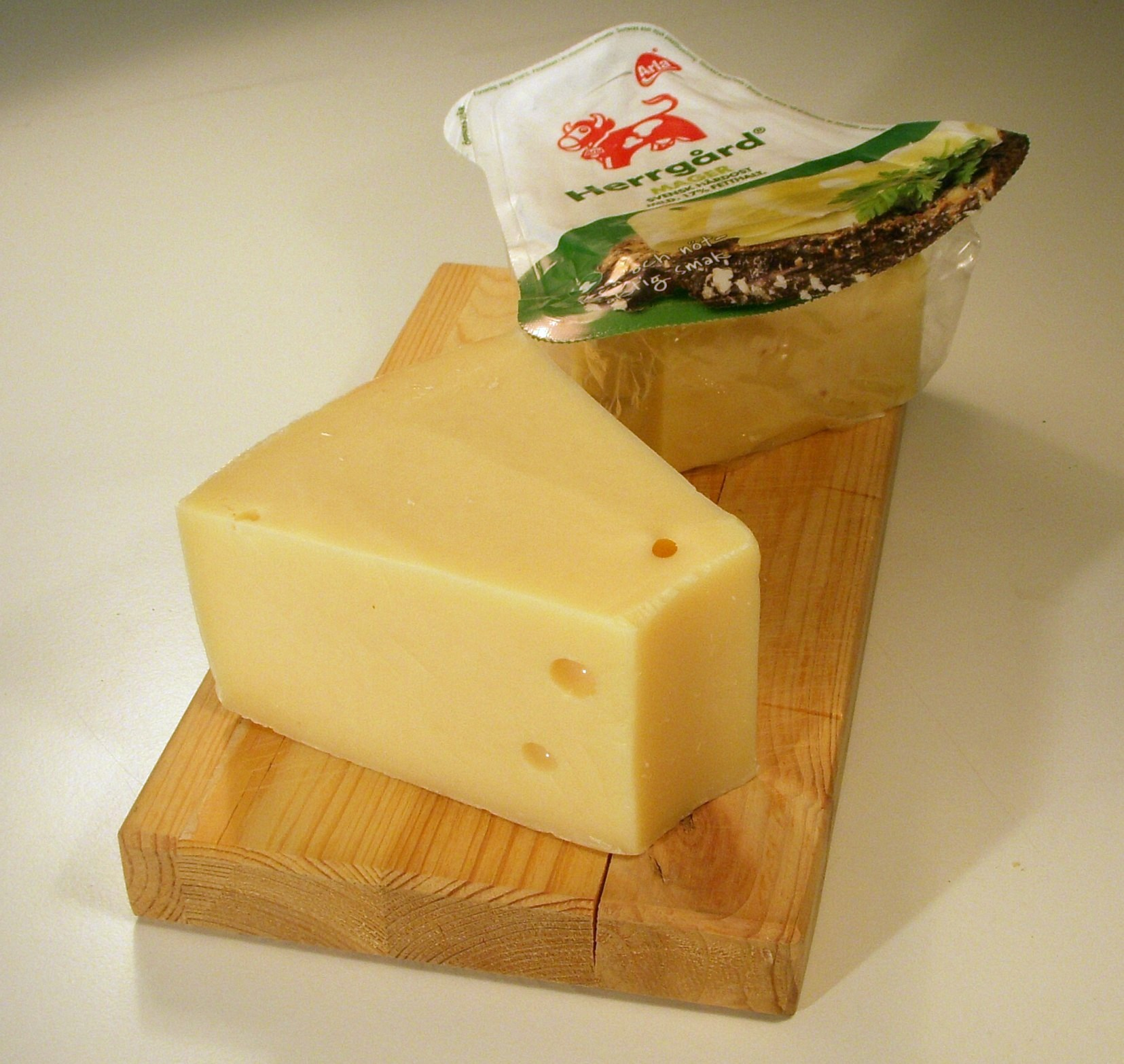
Herrgårdsost

- Ädelost, fromage à pâte persillée, lait pasteurisé de vache
- Baron (ost)
- Blå Gotland
- Bredsjö Blå
- Grevé, similaire à l'emmental, lait de vache
- Grynpipig ost
- Gräddost
- Herrgårdsost, pâte semi-dure, lait de vache
- Hushållsost, pâte semi-dure, lait de vache pasteurisé
- Koggost
- Kryddost
- Norrglimt
- Prästost
- Raketost
- Stureost
- Svecia, pâte semi-dure, lait de vache
- Vit caprin, fromage au lait de chèvre
- Västerbottensost, fromage à pâte dure, lait de vache, proche du fromage cheddar